# 17 oktober
17 oktober är den 290:e dagen på året i den gregorianska kalendern (291:a under skottår). Det återstår 75 dagar av året.

## Återkommande bemärkelsedagar

### Övriga
- Internationella dagen för utrotande av fattigdom

## Namnsdagar

### I den svenska almanackan
- Nuvarande – Antonia och Toini
- Föregående i bokstavsordning
  - Annette – Namnet infördes på dagens datum 1986, men flyttades 2001 till 9 september.
  - Antoinetta – Namnet infördes, som en hedersbetygelse åt prinsessan Teresia, som var gift med Karl XV:s och Oscar II:s bror August och bland annat hade detta namn, på dagens datum 1865. Det fanns där fram till 1993, då det utgick.
  - Antonia – Namnet infördes 1986 på 17 januari, men flyttades 1993 till dagens datum, där det har funnits sedan dess.
  - Florentinus – Namnet fanns på dagens datum före 1680, då det utgick.
  - Lucina – Namnet infördes, till minne av en kristen romarinna, som såg till att de kristna martyrerna i Rom blev begravda under förföljelserna mot det kristna, på dagens datum 1730 och fanns där fram till 1865, då det utgick till förmån för Antoinetta.
  - Sven – Namnet infördes på dagens datum 1680. 1730 fick det sällskap av Lucina, men utgick 1753. 1901 återinfördes det på 5 december och har funnits där sedan dess.
  - Toini – Namnet infördes 1986 på 5 mars, men flyttades 1993 till 2 november och 2001 till dagens datum.
  - Tony – Namnet infördes på dagens datum 1986, men flyttades 1993 till 17 januari, där det har funnits sedan dess.
- Föregående i kronologisk ordning
  - Före 1680 – Florentinus
  - 1680–1729 – Sven
  - 1730–1752 – Sven och Lucina
  - 1753–1864 – Lucina
  - 1865–1900 – Antoinetta
  - 1901–1985 – Antoinetta
  - 1986–1992 – Antoinetta, Annette och Tony
  - 1993–2000 – Antonia och Annette
  - Från 2001 – Antonia och Toini
- Källor
  - Brylla, Eva (red.). Namnlängdsboken. Gjøvik: Norstedts ordbok, 2000 ISBN 91-7227-204-X
  - af Klintberg, Bengt. Namnen i almanackan. Gjøvik: Norstedts ordbok, 2001 ISBN 91-7227-292-9

### Finlandssvenska almanackan
- Nuvarande från 2005[1] – Saga
- I föregående revideringar[a][2]
  - 1929–1994 – Vesta
  - 1995–2004 – Vesta, Diana

### I den danska almanackan
- Florentinus

### I den finländska almanackan
- Finsk kalender: Saana, Saini
- Finlandssvensk kalender: Saga
- Ortodox kalender: Antti, Antero
- Samisk kalender: Duojá

### I den norska almanackan
- Marta och Marte

## Händelser
- 1244 – Kungariket Jerusalem besegras av sultan As-Salih Ayyub under slaget vid la Forbie.
- 1404 – Sedan Bonifatius IX har avlidit den 1 oktober väljs Cosimo Gentile de' Migliorati till påve och tar namnet Innocentius VII.[3]
- 1662 – Karl II av England säljer Dunkerque till Frankrike för 40 000 pund.
- 1723 – Riksdagsordningen 1723 antas i Sverige.
- 1797 – Freden i Campo Formio sluts mellan Frankrike och Österrike.
- 1810 – Den första Oktoberfesten hålls i München, Bayern, Tyskland.
- 1886 – Lundby nya kyrka i Göteborg invigs.
- 1904 – Moderaterna bildas, då som Allmänna valmansförbundet.
- 1919 – Den första linjen av Madrids tunnelbana invigs.
- 1945 – Överste Juan Perón genomför en statskupp och blir Argentinas ledare.
- 1949 – avgår socialdemokraten David Hall som finansminister, efter den s.k. Hallaffären.
- 1961 – Franska regimen massakrerar runt 200 algerier i Paris; Massakern i Paris 1961.
- 1969 – Uddeholmskoncernen offentliggör att Nykroppa Järnverk ska läggas ned.
- 1977 – Ett västtyskt specialkommando stormar ett kapat Lufthansaplan som står på flygplatsen i den somaliska huvudstaden Mogadishu, dödar flera av kaparna och befriar gisslan.
- 1989 – San Francisco, Kalifornien, USA skakas av ett jordskalv med magnituden 7,1 på Richterskalan, med epicentrum i Loma Prieta-bergen söder om staden. 63 människor omkommer och materiella skador för cirka 6 miljarder dollar uppstår.
- 1992 – Temadagen Internationella dagen för utrotande av fattigdom inrättas av Förenta nationerna.
- 2004 – På söndagsförmiddagen attackeras Johan Westerlund i Naustaområdet utanför Jokkmokk av en björn och avlider. Senast dessförinnan en slagbjörn dödade en människa i Sverige var 1902.[4]
- 2006 – USA:s befolkning når 300 miljoner invånare.
- 2007 – En ny motorväg mellan Björklinge och Mehedeby i norra Uppland invigs.

## Födda
- 1582 – Johann Gerhard, tysk luthersk teolog.
- 1727 – John Wilkes, radikal brittisk politiker och publicist.
- 1745 – Mattias Fremling, svensk filosof.
- 1760 – Henri de Saint-Simon, fransk politisk tänkare.
- 1780 – Richard Mentor Johnson, amerikansk demokratisk politiker, USA:s 9:e vicepresident.
- 1807 – Stephen Adams, amerikansk politiker, senator (Mississippi) 1852–1857.
- 1810 – Adolphe-Félix Cals, fransk målare.
- 1813 – Georg Büchner, tysk författare, revolutionär, filosof, läkare och zoolog.
- 1825 – William Rainey Marshall, amerikansk republikansk politiker, guvernör i Minnesota 1866–1870.
- 1842 – Gustaf Retzius, läkare, rasbiolog, ledamot av Svenska Akademien.
- 1864 – Robert Lansing, amerikansk demokratisk politiker, USA:s utrikesminister 1915–1920.
- 1865 – James Rudolph Garfield, amerikansk politiker, USA:s inrikesminister 1907–1909.
- 1871 – Thaddeus H. Caraway, amerikansk demokratisk politiker, senator (Arkansas).
- 1875 – Hjalmar Peters, svensk skådespelare.
- 1882 – Johannes Pettersson, svensk stationsförman och socialdemokratisk riksdagspolitiker.
- 1883 – A.S. Neill, brittisk pedagog.
- 1891 – R. Gregg Cherry, amerikansk demokratisk politiker, guvernör i North Carolina 1945–1949.
- 1892 – Theodor Eicke, tysk SS-officer.
- 1900 – Jean Arthur, amerikansk skådespelare.
- 1902 – Dagmar Bentzen, svensk skådespelare.
- 1903
  - Irene Ryan, amerikansk skådespelare.
  - Gösta Wallenius, svensk textförfattare, kapellmästare, kompositör och arrangör av filmmusik.
- 1904 – Josef Klehr, tysk SS-officer och dömd krigsförbrytare.
- 1908 – Hjördis Petterson, svensk skådespelare.
- 1912 – Johannes Paulus I, född Albino Luciani, påve från 26 augusti till 28 september 1978.
- 1915 – Arthur Miller, amerikansk författare.
- 1917 – Hans Strååt, svensk skådespelare.
- 1918 – Rita Hayworth, amerikansk skådespelare.
- 1919
  - Erik Elmsäter, svensk friidrottare, OS-silver 1948.
  - Zhao Ziyang, kinesisk kommunistisk politiker.
- 1920
  - Montgomery Clift, amerikansk skådespelare.
  - Miguel Delibes, spansk författare.
- 1922 – Tom Younger, amerikansk skådespelare, producent, och regissör, verksam i Sverige.
- 1927 – Axel Düberg, svensk skådespelare.
- 1930 – Arne Imsen, norsk/svensk predikant och författare, ledare för Maranata
- 1932 – Paul Anderson, amerikansk tyngdlyftare.
- 1934 – Der Scutt, amerikansk arkitekt.
- 1935 – Sydney Chapman, brittisk parlamentsledamot för Conservative.
- 1936 – Dave Hobson, amerikansk republikansk politiker, kongressledamot 1991–2009.
- 1937
  - Peter Nilson, svensk författare och astronom.
  - Margareta Wallenius-Kleberg, svensk affärskvinna.
- 1941 – Anita Lindohf, svensk skådespelare.
- 1942 – Gary Puckett, sångare och gitarrist.
- 1946 – Virgil Goode, amerikansk politiker, kongressledamot 1997–2009.
- 1947
  - Gene Green, amerikansk demokratisk politiker, kongressledamot 1993–.
  - Luc Jouret, fransk sektledare.
- 1948
  - Eva Gröndahl, svensk skådespelare, regissör och manusförfattare.
  - Margot Kidder, kanadensisk skådespelare.
- 1951 – Roger Pontare, svensk sångare, musiker.
- 1956 – Anne-Lie Rydé, svensk sångare och skådespelare.
- 1958 – Michael Quigley, amerikansk demokratisk politiker, kongressledamot 2009–.
- 1959 – Norm Macdonald, kanadensisk ståuppkomiker och författare.
- 1960 – Vicki Benckert, svensk sångare, översättare.
- 1961 – Henry Bronett, svensk skådespelare och cirkusdirektör.
- 1965 – Henrik Pontén, svensk jurist och fäktare.
- 1967
  - René Dif, dansk musiker och skådespelare.
  - Roger Karlsson, svensk sångare, gitarrist och låtskrivare. Soloartist med förflutet i bland annat Inferno och Tuk Tuk Rally.
- 1968 – Ziggy Marley, jamaicansk reggae-musiker.
- 1969
  - Ernie Els, sydafrikansk professionell golfspelare.
  - Wyclef Jean, haitisk-amerikansk sångare.
- 1971 – Martin Heinrich, amerikansk demokratisk politiker, senator (New Mexico) 2013–.
- 1972
  - Eminem (född Marshall Bruce Mathers III), amerikansk hiphop-sångare, låtskrivare.
  - Tarkan, tysk-turkisk musiker.
- 1979
  - Kimi Räikkönen, finländsk racerförare.
  - Alexandros Nikolaidis, grekisk taekwondoutövare.
- 1983 – Michelle Ang, malaysisk skådespelare, verksam på Nya Zeeland.
- 1984 – Gottfrid Svartholm, svensk hacker.
- 1989 – Charles Oliveira, brasiliansk MMA-utövare.
- 1991 – Foki, svensk bloggare, bosatt i Bangkok.

## Avlidna
- 532 – Bonifatius II, påve sedan 530 (begravd detta datum, död några dagar tidigare).
- 1271 – Steinvör Sighvatsdotter, isländsk skáldkona och sturlungatidens mest inflytelserika kvinna.
- 1690 – Marguerite-Marie Alacoque, fransk jungfru, nunna och mystiker, helgon.
- 1824 – Birgitte Cathrine Boye, dansk psalmförfattare.
- 1837 – Johann Nepomuk Hummel, österrikisk kompositör.
- 1849 – Frédéric Chopin, 39, polsk kompositör och pianist.
- 1868 – Bernhard von Beskow, författare, publicist och dramatiker, ledamot av Svenska Akademien.
- 1877 – Johann Carl Fuhlrott, tysk naturforskare, neandertalmänniskans upptäckare.
- 1893 – Patrice de Mac-Mahon, fransk militär, hertig och marskalk, Frankrikes president 1873–1879.
- 1897 – Algernon Paddock, amerikansk republikansk politiker, senator (Nebraska) 1875–1881 och 1887–1893.
- 1911 – Abram P. Williams, amerikansk republikansk politiker, senator (Kalifornien) 1886–1887.
- 1912 – Weldon B. Heyburn, amerikansk republikansk politiker, senator (Idaho) 1903–1912.
- 1925 – Victor Ségoffin, 58, fransk skulptör.
- 1934 – Adolf Hölzel, tysk målare och konsthistoriker.
- 1947 – Arthur Hyde, amerikansk republikansk politiker, USA:s jordbruksminister 1929–1933.
- 1949 – Fjodor Tolbuchin, marskalk av Sovjetunionen.
- 1956 – Elis Ellis, svensk skådespelare, regissör, kompositör och manusförfattare.
- 1964 – Paul Hagman, svensk skådespelare.
- 1965 – Anders Henrikson, svensk regissör, manusförfattare och skådespelare.
- 1975 – Karl Erik Flens, svensk skådespelare.
- 1978 – Giovanni Gronchi, Italiens president 1955-1962.
- 1991 – Ester Lindin, 100, svensk folkskollärare och författare.
- 1993 – Criss Oliva, 30, amerikansk gitarrist i Savatage.
- 1996 – Carl-Olof Alm, 71, svensk skådespelare.
- 1999 – Joan Hickson, 92, brittisk skådespelare, känd som Miss Marple.
- 2001 – Jay Livingston, 86, amerikansk filmmusikkompositör.
- 2007
  - Joey Bishop, 89, amerikansk komiker, skådespelare och sångare.
  - Teresa Brewer, 76, amerikansk populär- och jazzsångare.
- 2009
  - Rosanna Schiaffino, 69, italiensk skådespelare.
  - Vic Mizzy, 93, amerikansk film- och tv-kompositör, Familjen Addams.
- 2011 – Manfred Gerlach, 83, östtysk politiker, statschef 1989–1990.
- 2012
  - Émile Allais, 100, fransk olympisk alpin skidåkare.
  - Sylvia Kristel, 60, nederländsk skådespelare.
  - Koji Wakamatsu, 76, japansk filmregissör.
- 2017 – Danielle Darrieux, 100, fransk skådespelare och sångare.
- 2019
  - Göran Malmqvist, 95, sinolog, översättare, ledamot av Svenska Akademien.
  - Elijah Cummings, 68, amerikansk demokratisk politiker, kongressledamot.
- 2020 – Príncipe Aéreo, 23, mexikansk fribrottare.